# Strefa pływów

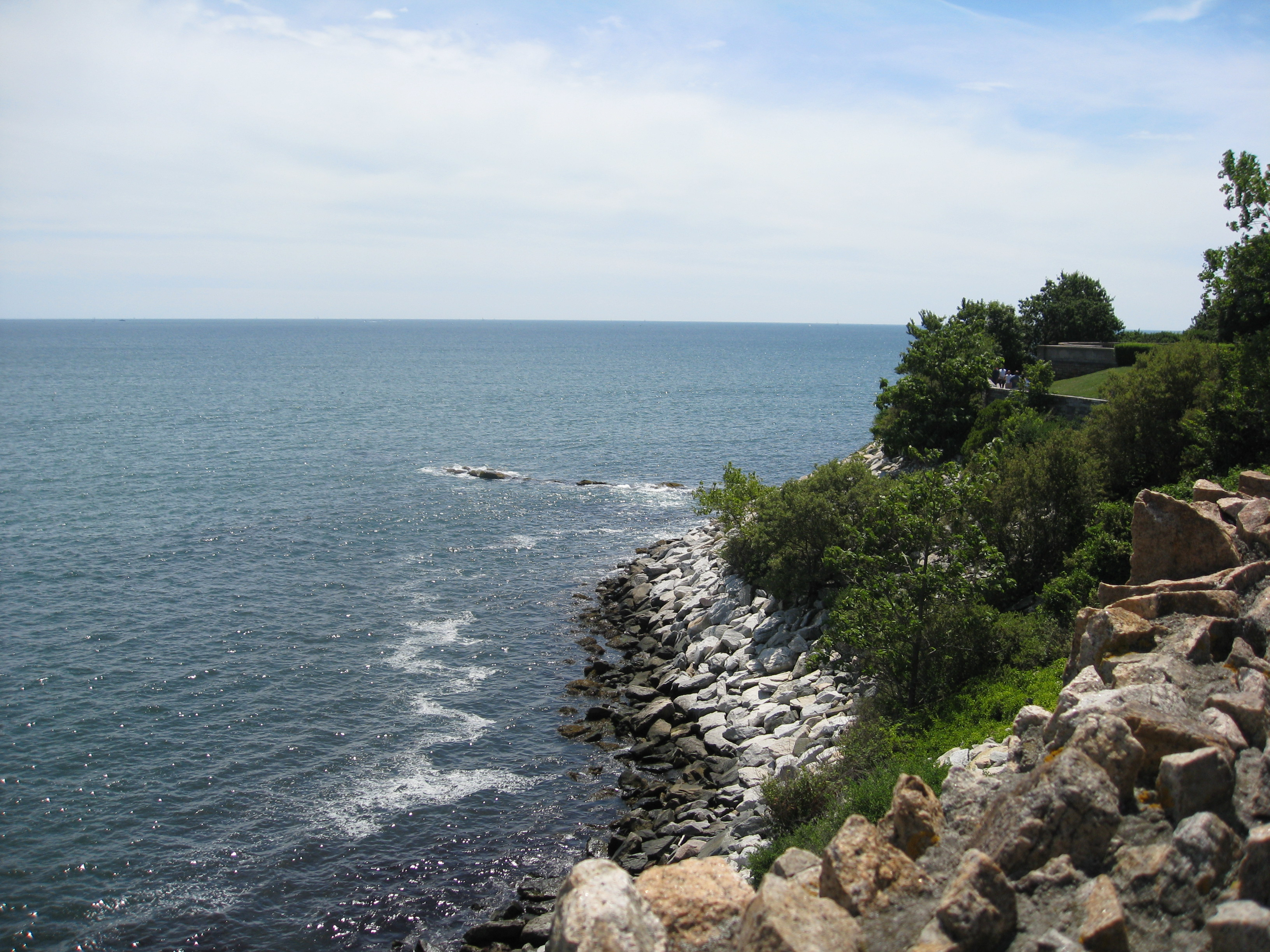
Skaliste wybrzeże w pobliżu Newport (Rhode Island, USA), z wyraźnie widoczną zonacją wyznaczoną przez pływy.

Strefa pływów (strefa międzypływowa) – obszar położony wzdłuż brzegu morskiego, którego górną granicę wyznacza poziom wysokiej wody syzygijnej średniej a dolną – poziom niskiej wody syzygijnej średniej, zalewany i odsłaniany cyklicznie przez pływy morskie. Środowisko to cechują bardzo duże zmiany warunków fizyczno-chemicznych, związane z dobowym cyklem pływów. W związku z różnym czasem trwania wynurzenia ponad wodę cechuje go też charakterystyczna strefowość pionowa i duże zróżnicowanie siedlisk, zasiedlanych przez specyficzne zespoły organizmów.

## Opis

Schemat przedstawiający cykl pływowy w przybrzeżnych siedliskach strefy pływów (w tym przypadku równiny pływowej, słonego bagniska, i powstających podczas odpływu jeziorek pływowych). Zależnie od charakterystyki i okresu pływu organizmy zasiedlające te siedliska doznają raz lub więcej razy na dobę dramatycznych zmian warunków środowiskowych, związanych z naprzemiennym zalewaniem wodą morską i ekspozycją na zmienne warunki atmosferyczne. (low tide – odpływ, high tide – przypływ, spring high tide – przypływ syzygijny, mudflats – równie pływowe, pools – jeziorka pływowe, marsh flats – słone bagniska.)

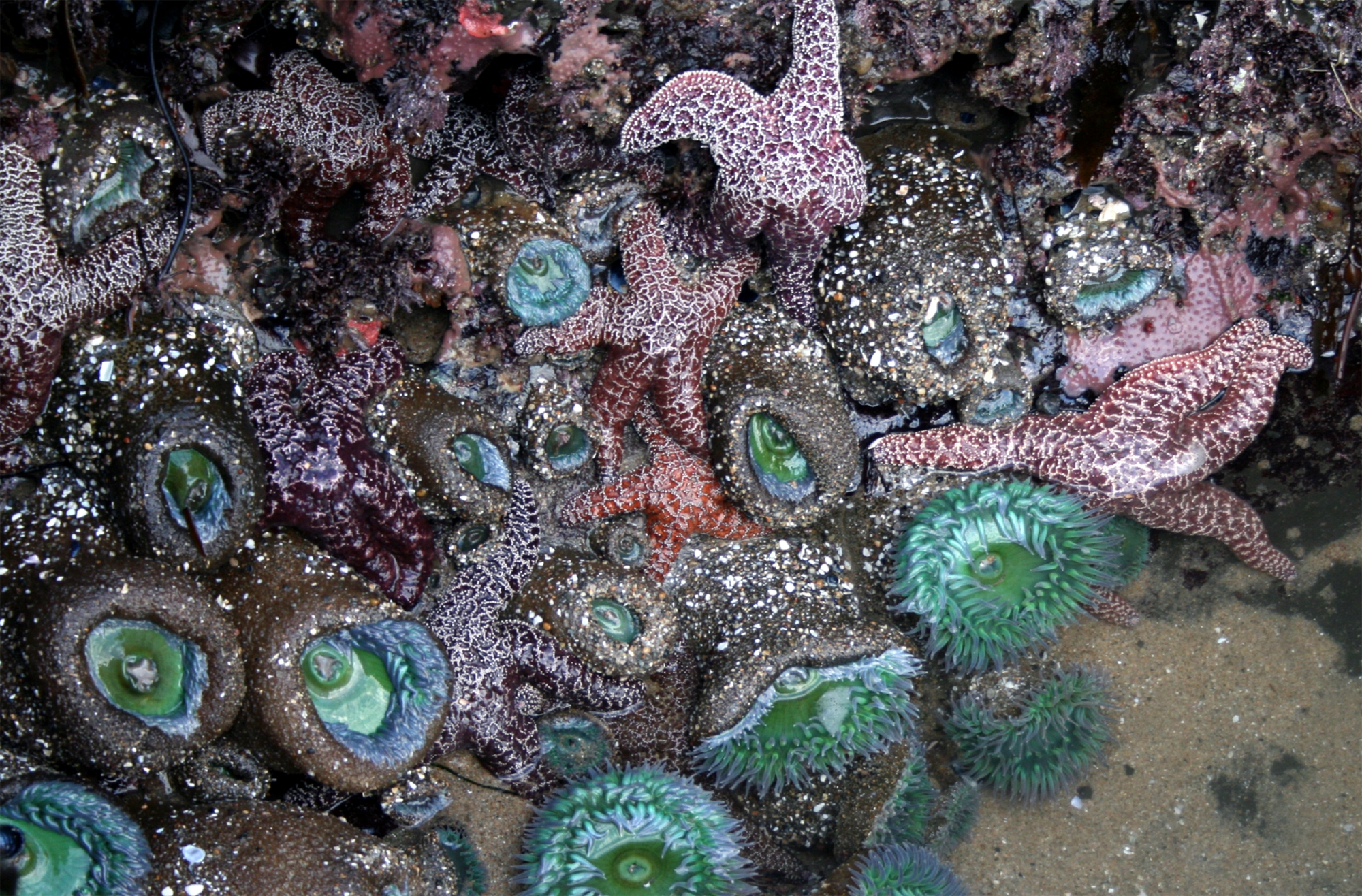
Brzeg jeziorka pływowego podczas odpływu (Santa Cruz, Kalifornia): widoczne rozgwiazdy (Dermasterias), ukwiały (Anthopleura) i gąbki.

Strefa pływów jest obszarem położonym wzdłuż brzegu morskiego, zalewanym i odsłanianym cyklicznie przez pływy morskie. Zależnie od ukształtowania linii brzegowej i dna oraz amplitudy pływów, może być ona wąskim (kilkunastocentymetrowym-kilkumetrowym) pasem ciągnącym się wzdłuż wybrzeża (np. na wybrzeżu klifowym) lub rozciągającą się na wiele kilometrów od linii brzegowej płaszczyzną (jak np. w przypadku równi pływowej). Od góry sąsiaduje ze strefą oprysku, zalewaną przez wodę jedynie sporadycznie (podczas równonocy oraz gwałtownych wezbrań sztormowych), lecz stale opryskiwaną przez wodę w wyniku falowania, od dołu sąsiaduje z typowym litoralem.
Podłoże w strefie pływów może być skaliste, tworzyć żwirowe lub piaszczyste plaże, muliste równie pływowe, słone bagniska, może być wreszcie porośnięte przez roślinność halofilną, tworzącą gęste zbiorowiska (łąki traw morskich, lasy mangrowe). W zagłębieniach dna w obrębie strefy pływowej podczas odpływu często tworzą się jeziorka pływowe.
Strefa pływów jest jednym z charakterystycznych biomów morski, oferującym bardzo zróżnicowane siedliska dla równie zróżnicowanych zespołów organizmów. Charakter siedlisk strefy pływów jest determinowany, poza podłożem, także przez to, jak często są one zalewane i jak długo pozostają zanurzone pod wodą oraz przez klimat.

## Podział

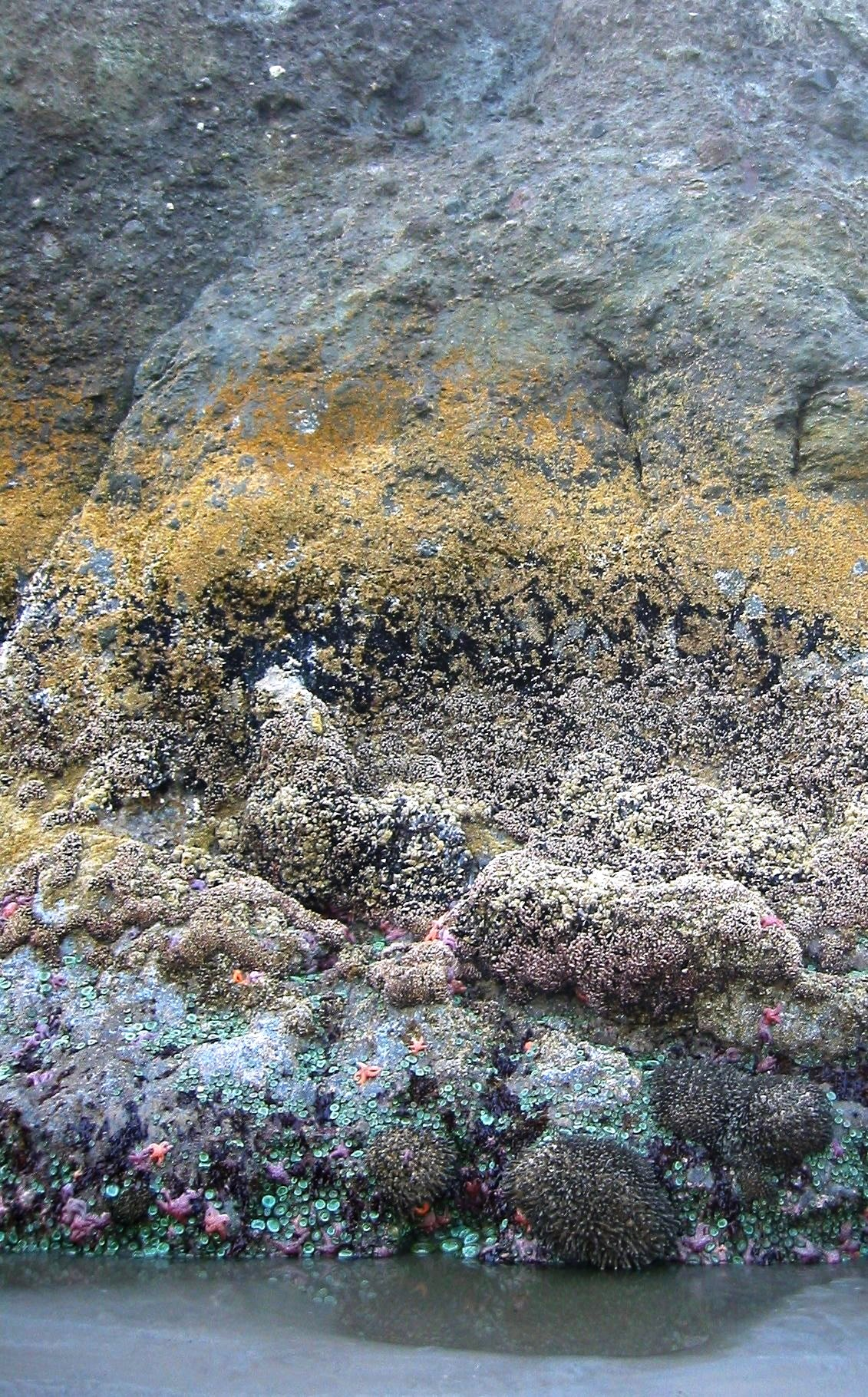
Wybrzeże klifowe podczas odpływu, z wyraźnie widoczną strefowością zespołów organizmów (Kalaloch, zachodnie wybrzeże USA, Waszyngton.

W obrębie strefy pływów wyróżnić można trzy podstrefy:
- górną – położoną powyżej poziomu wysokiej wody kwadraturowej, zalewaną zasadniczo regularnie co dwa tygodnie (zależnie od charakteru pływów w danym miejscu). Stanowi najniżej położoną strefę, w której może jeszcze występować flora i fauna typowo lądowa.
- środkową – położoną pomiędzy poziomem wysokiej wody kwadraturowej a poziomem niskiej wody kwadraturowej, zalewaną przez wodę dwa razy na dobę, na stosunkowo krótki okres. Jest to najbardziej charakterystyczna podstrefa strefy pływów, o typowo przejściowym charakterze, zamieszkała przez organizmy zaadaptowane do życia zarówno pod wodą jak i w wynurzeniu.
- dolną – położoną poniżej poziomu niskiej wody kwadraturowej, generalnie rzecz biorąc odsłanianą przez wodę dwa razy na dobę, na stosunkowo krótki okres. Górna granica tej strefy wyznacza zasięg najbardziej odpornych koralowców i wodorostów. Pod względem siedliskowym i składu gatunkowego jest bardzo zbliżona do właściwego litoralu.

Należy pamiętać, że podział ten jest jedynie generalizacją, o charakterze zespołów organizmów decydują w dużej mierze warunki lokalne (np. w strefie międzyzwrotnikowej nie jest obojętne, czy odpływ przypada nocą czy w trakcie dnia – niska woda w samo południe oznacza, że oprócz odwodnienia organizmy są narażone na wysoką temperaturę; analogicznie w wyższych szerokościach geograficznych – odpływ i długotrwałe spadki temperatury poniżej zera mogą wyniszczyć populacje zasiedlające przez dekady strefę pływową, jak to miało miejsce zimą na przełomie lat 1928/29 w Danii).

### Jeziorka pływowe

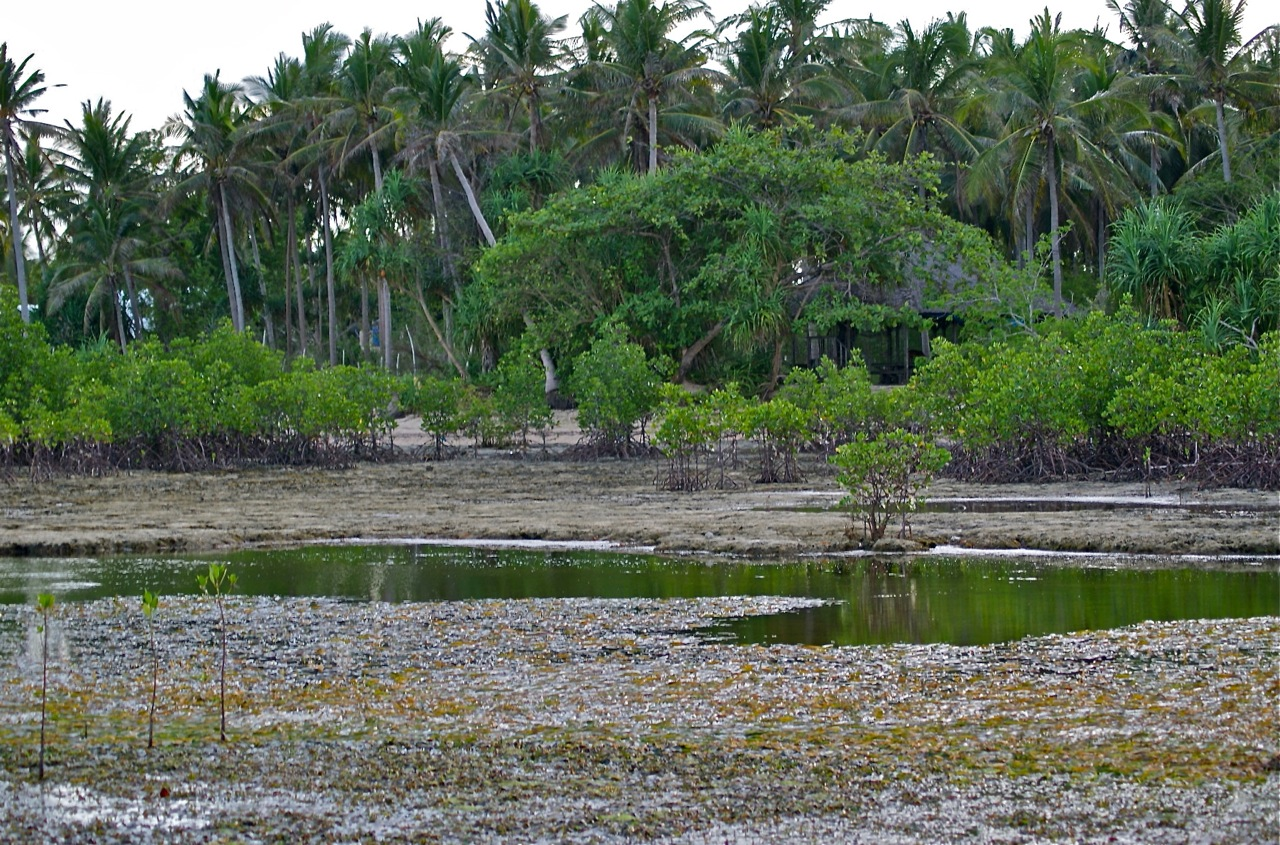
Plaża Bancao podczas odpływu, ze strefą pływową odsłoniętą na szerokości ok. 200 m. i widocznymi jeziorkami pływowymi

W zagłębieniach terenu w trakcie odpływu mogą powstawać zbiorniki wodne, wypełnione bądź to wodą morską, bądź słodką, pochodzącą z opadów atmosferycznych. O ile jeziorko to jest duże i pozostaje odizolowane od morza jedynie przez krótki czas, może służyć za schronienie dla typowo morskich gatunków. W przeciwnym wypadku, zwłaszcza w strefach klimatu o wysokiej lub niskiej temperaturze, zmienność warunków środowiskowych w jeziorkach pływowych jest zbyt duża, nawet dla gatunków typowych dla strefy międzypływowej. Takie małe jeziorka zasiedlają tylko najbardziej wytrzymałe glony i cyanobakterie, faunę reprezentują drobne skorupiaki planktonowe, głównie widłonogi z rodzaju Tigriopus.

### Równie pływowe

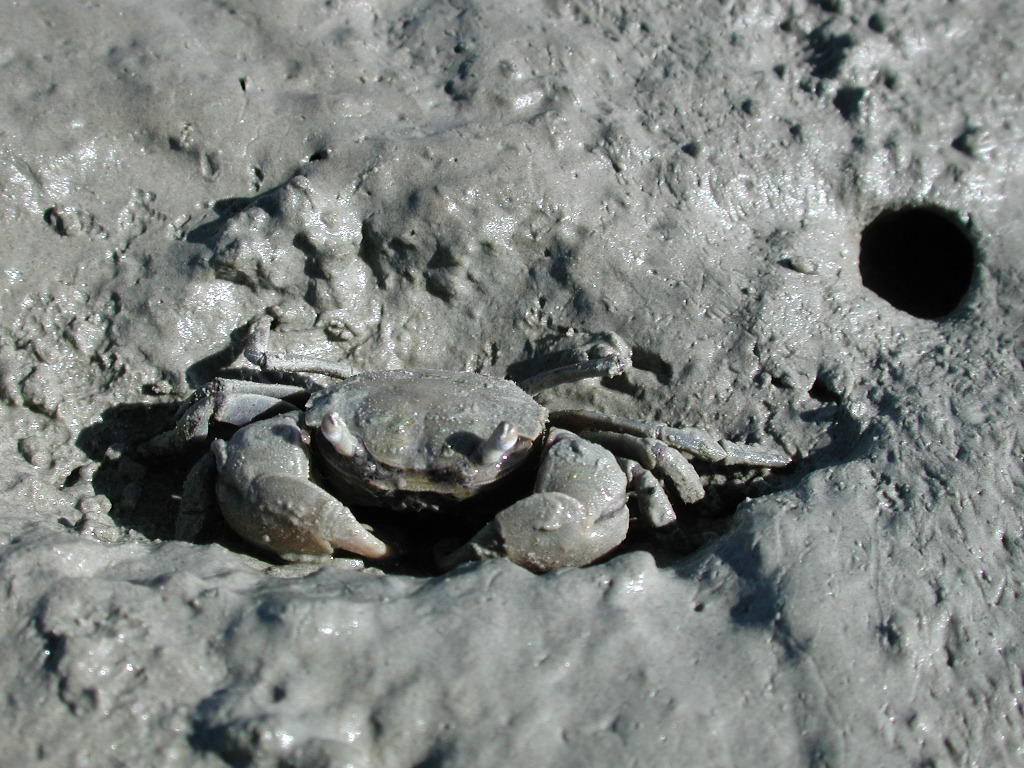
Liczne kraby, takie jak ten przedstawiciel gatunku Helice crassa z Nowej Zelandii, zamieszkują równie pływowe i słone bagniska strefy pływów. Kraby te chronią się przed porwaniem przez pływy oraz przed wysuszeniem w wykopywanych w osadach norkach.

Typowym ekosystemem strefy pływów są równie pływowe, powstające na obszarach przybrzeżnych o małym spadku. Są to płaskie obszary pokryte przez luźne osady (piaski, muły, iły, zawierające zwykle dużo detrytusu), naniesione przez pływy lub spływ wód śródlądowych, sięgające często kilka-kilkanaście kilometrów od brzegu w stronę litoralu i zajmujące niekiedy bardzo duże powierzchnie. W związku z niestabilnym charakterem podłoża, ciągle nanoszonego, przesuwanego i zabieranego przez fale pływów oraz spływy powierzchniowe z lądu, zwykle są pozbawione roślinności, stanowią one natomiast doskonałe siedliska dla rozmaitych zwierząt zagrzebujących się w podłożu. Fauna reprezentowana jest głównie przez organizmy żyjące w osadach: małże (małgwie (Mya arenaria), sercówki (z rodzajów Cardium, Clinocardium, Cerastoderma), okładniczki (Solenidae), urąbki (Donacidae), rogowce (Tellinidae)) i łódkonogi (głównie kiełczaki z rodzaju Dentalium), pierścienice (m.in. piaskówki (Arenicolidae), nereidy (Nereidae)), jeżowce pieniążkowce, strzykwy (m.in. z rodzaju Laptosynapta), skorupiaki (kiełże, krewetki m.in. niedźwiadkowce (Upogebia)), odżywiające się detrytusem połykanym wraz z osadami lub odfiltrowywanym z wody interstycjalnej bądź niesionym falą pływu. Zwierzęta te tworzą często bardzo duże zgrupowania (ławice). Nieliczne drapieżniki reprezentują m.in. ślimaki naszyjki (Polinices), rozgwiazdy i kraby. Bezkręgowce te stanowią z kolei pokarm wielu gatunków ptaków morskich, które na obszarach równi pływowych mogą żerować bezpieczne od drapieżników lądowych. Równie pływowe są ważnymi siedliskami dla ptaków migrujących (korytarze migracji ptaków biegną często wzdłuż wybrzeży morskich) – o wadze i znaczeniu ekologicznym tych siedlisk świadczy to, że w dyrektywie siedliskowej Rady Europy na sześć typów siedlisk wymienionych w kategorii 1. Otwarte morze i obszary pływowe, trzy (nr. 1110: Piaszczyste wybrzeża, które są nieco przykryte wodą morską przez cały czas, 1140: Muliste i piaszczyste płycizny przybrzeżne nieprzykryte wodą morską w czasie odpływu, 1160: Wielkie, płytkie ujścia rzek i zatok) stanowią siedliska wchodzące w skład równi pływowych).

### Słone bagniska

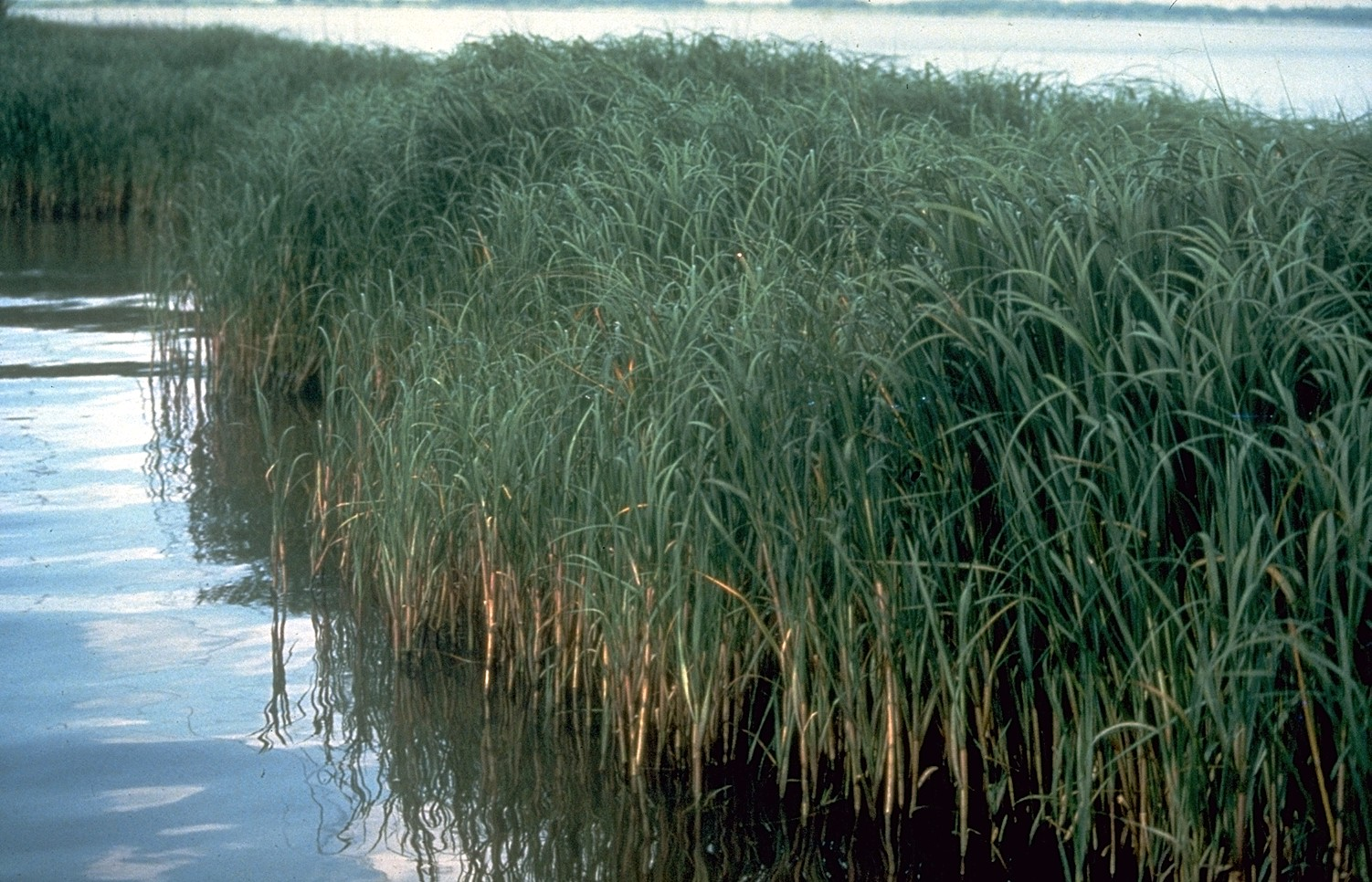
Trawa morska Spartina alterniflora – jeden z podstawowych gatunków tworzących słone bagniska strefy pływów. Gatunek pionierski, siedliskotwórczy, kolonizujący równie pływowe. Introdukowana w celu umacniania osadów, tworzy ekspansywne mieszańce z gatunkami miejscowymi, przekształcające w sposób niepożądany ekosystemy równi pływowych w wielu rejonach świata.

Słone i słonawe bagniska stanowią stadium sukcesji ekologicznej, prowadzącej do zasiedlania równi pływowych przez roślinność i, w konsekwencji, ich lądowacenia. Kolonizujące osady cyanobakterie, glony i rośliny słonolubne zmieniają charakterystykę siedliska, zmniejszają tempo przepływu wody, powodując zwiększoną sedymentację, stabilizują podłoże, co umożliwia osiedlanie także innym niż tylko należącym do infauny typom organizmów. Występuje charakterystyczna zonacja, gatunki różniące się wrażliwością na zalewanie, różnice temperatury i zasolenia oraz deficyty tlenu w osadach, spowodowane rozkładającą się materią organiczną, występują pasami (np. w Nowej Anglii takie pasy tworzą kolejno od strefy otwartego morza, trawa morska Spartina alterniflora, dalej Spartina patens, sit Juncus gerardii i, w środowisku na półlądowym, krzewy z gatunku Iva frutescens). Słone bagniska cechuje wysoka produkcja pierwotna, stosunkowo duże tempo sedymentacji zawiesiny nanoszonej przez pływy, szybki obieg biogenów oraz stosunkowo mała różnorodność biologiczna, przy, miejscami, dużej biomasie organizmów.

### Mangrowce

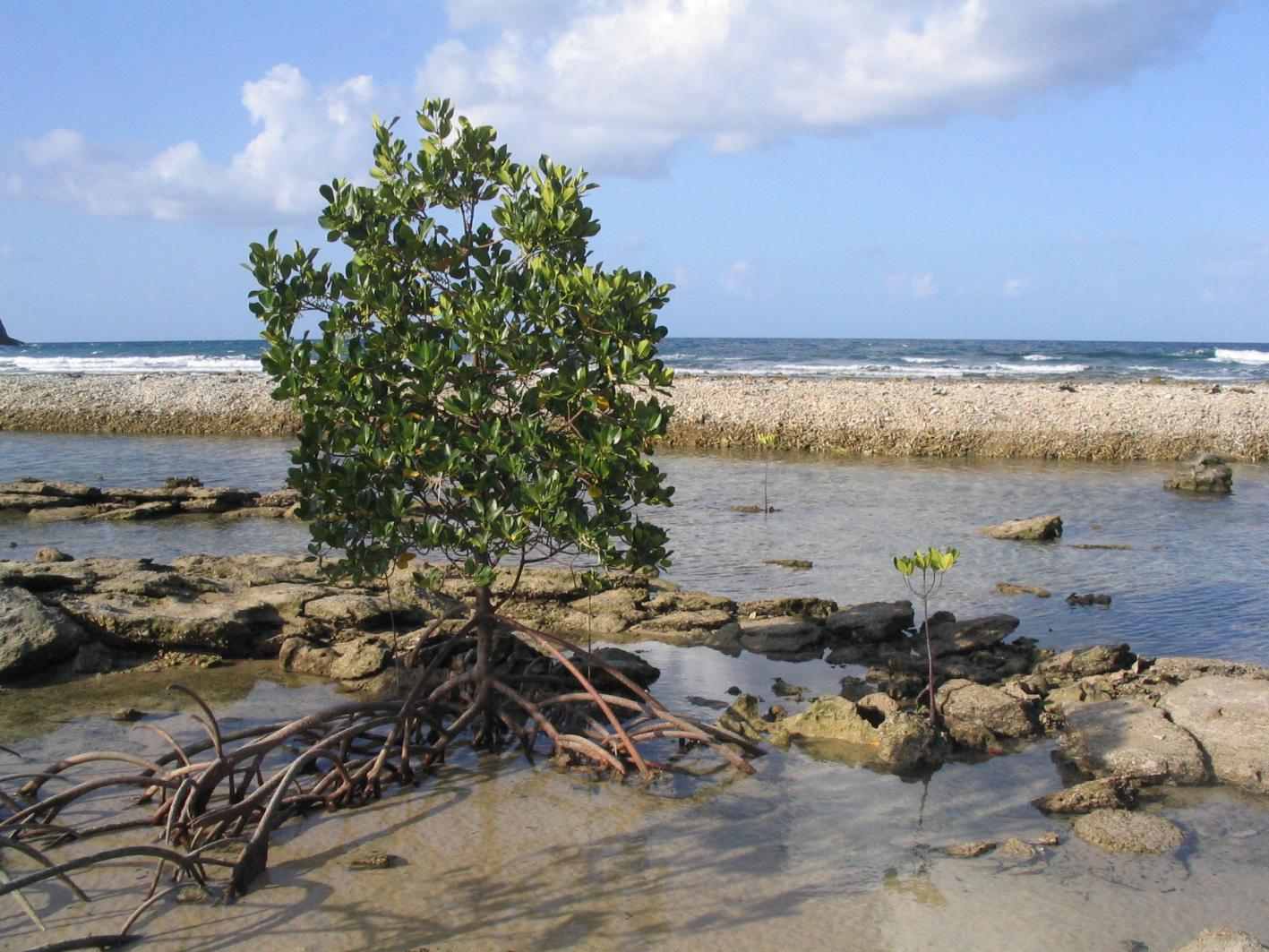
Mangrowiec Rhizopora sp. u wybrzeży Queensland, Australia.

Specyficzną strefowość wykazują zespoły organizmów tworzące lasy namorzynów. Zasięgi gatunków drzew rosnących w tej strefie są określone przez poziomy pływów i mają charakterystyczny, pasowy układ. Najdalej w kierunku otwartego morza rosną gatunki z rodzaju Rhizophora. W strefie środkowej występują, kolejno od strony morza, przedstawiciele rodzajów Avicennia i Laguncularia. Na wyżej położonych terenach skład gatunkowy zarośli namorzynowych jest zmienny, jednak poszczególne gatunki również rozmieszczone są pasowo.
Podobna pasowość cechuje zespół fauny zasiedlający korzenie podporowe i oddechowe namorzynów. Najwyżej występują ślimaki pobrzeżki (Littorina sp.), niżej pąkle (Chthamalus rhizophorae lub Balanus amphitrite), jeszcze niżej ostrygi (np. Ostrea mytiloides, Ostrea glomerata, Ostrea tulipa), z żerującymi na nich rozkolcami (np. Thais callifera). W mule pomiędzy korzeniami występują małże, zarówno morskie jak i słonawowodne (Solenidae, Psammobidae, Cyrenidae). Strefy na pograniczu wody i lądu trzymają się skoczki mułowe (Periophtalmus sp.).

## Fauna i flora

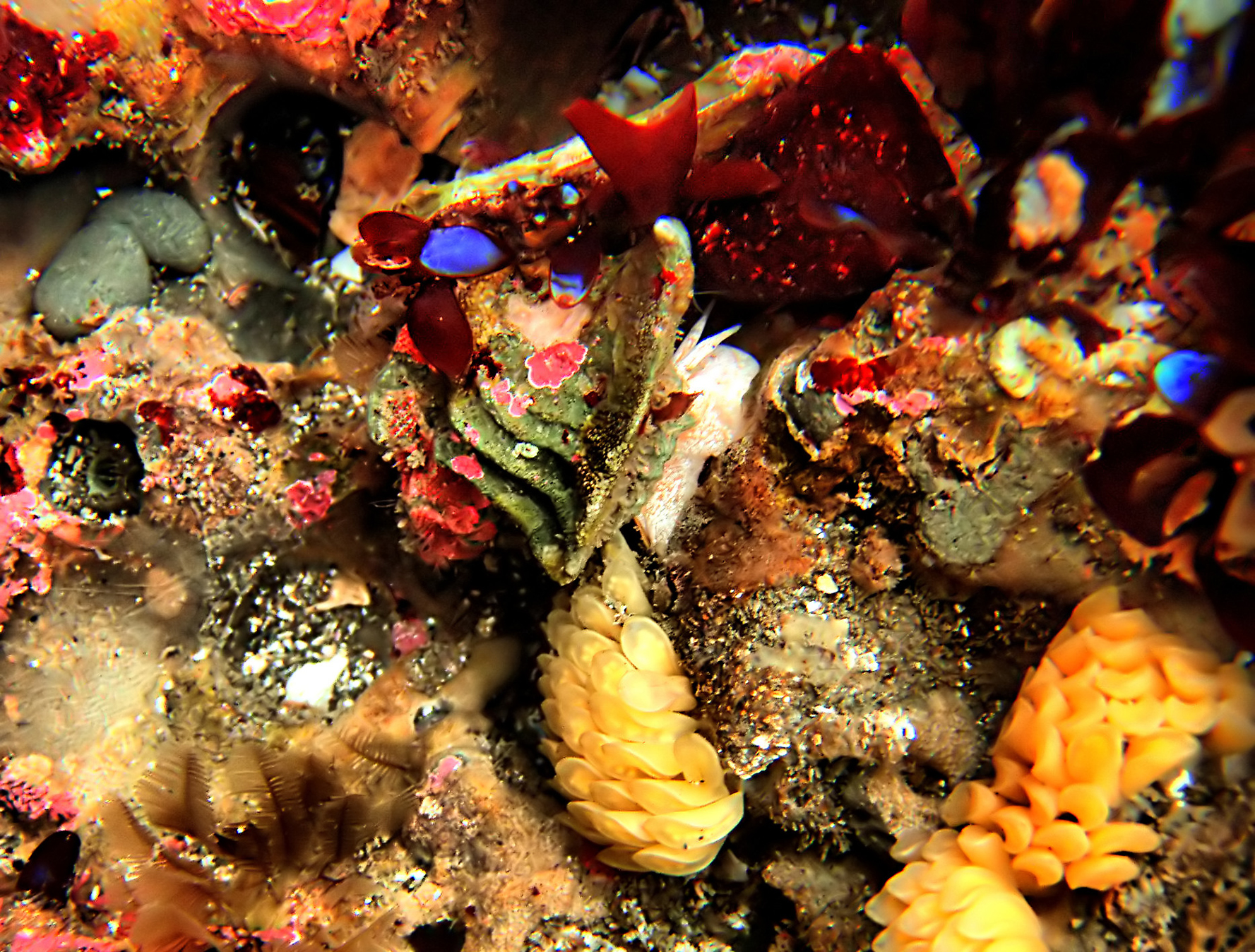
Jeziorko pływowe w dolnej strefie pływowej i jego mieszkańcy - Pteropurpura trialata w trakcie składania jaj (wybrzeże Kalifornii).

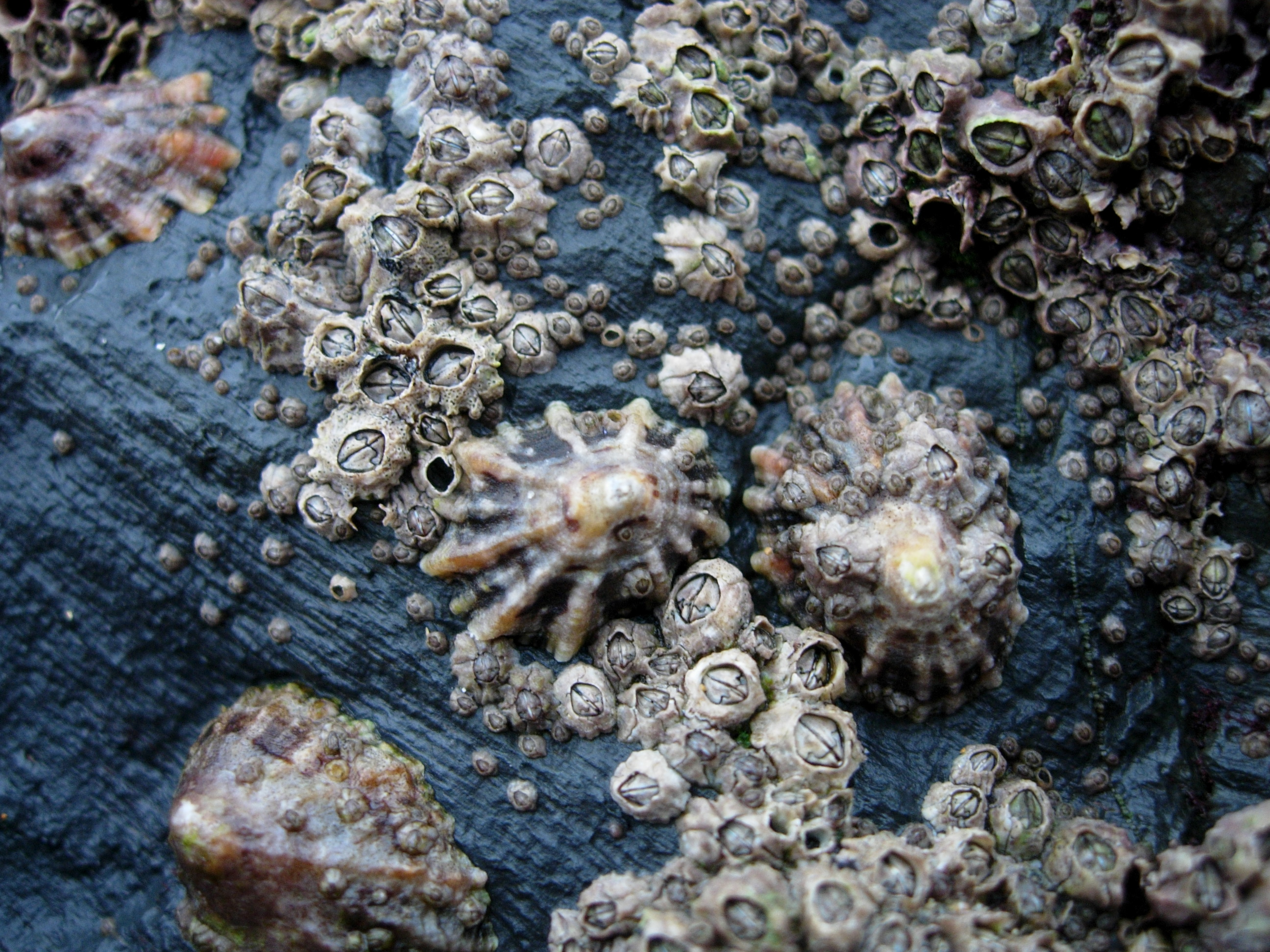
Pąkle (Chthamalus stellatus) i czaszołki pospolite (Patella vulgata) w strefie pływowej na wybrzeżu Kornwalii podczas odpływu.

Organizmy zamieszkujące strefę międzypływową muszą cechować się mobilnością, by móc podążać za przypływami i odpływami lub posiadać adaptacje, pozwalające przetrwać zarówno w środowisku wodnym jak i na powietrzu oraz cechować się odpornością na drastyczne zmiany warunków środowiskowych (wilgotności, zasolenia, temperatury, pH)
Strefa odsłaniana w czasie odpływu jest penetrowana przez rozmaite mobilne gatunki zwierząt lądowych: ptaki wodne i brodzące (np. siewki, brodźce, biegusy, ostrygojady, mewy i kaczki), ssaki (lisy, szopy, szakale).
Podobnie niektóre mobilne gatunki morskie (ryby, skorupiaki - zwłaszcza kraby, kikutnice, równonogi i wieloszczety, jak np. mysz morska) odwiedzają strefy zalane w trakcie przypływu i wycofują się, gdy poziom wody opada.
Niektóre gatunki morskie, pozostające w trakcie odpływu w strefie odsłoniętej przez wodę, zatrzymują niewielki zapas wody (np. czaszołki (Colisella sp., Patella sp.) i chitony (Polyplacophora) przywierają silnie do skały na której siedzą, zatrzymując wodę pod muszlą i płaszczem; ślimaki, takie jak występujące tu przedstawiciele źródlarkowatych (Hydrobiidae) czy rozdepkowatych (Neritidae), zamykają szczelnie muszlę wieczkiem, podobnie bronią się przed wysychaniem pąkle (Balanus) i kaczenice (Lepas), zamykając wieloczęściowymi wieczkami swoje skorupy. Wieloszczety, małże, jeżowce pieniążkowce, strzykwy zakopują się podczas odpływu w osadach dennych, kraby, osiadłe wieloszczety i ukwiały chowają się w domkach lub ukryciach. Aby uniknąć porwania przez prądy pływowe osiadłe małże (omułki) przyczepiają się bisiorem do podłoża, skorupiaki (pąkle, kaczenice) produkują specjalną wydzieliną cementującą ich skorupki do podłoża, inne gatunki drążą ukrycia w podłożu skalnym (skałotocze, niektóre jeżowce), ślimaki i chitony przywierają do skał przy pomocy silnie umięśnionej nogi.

## Zagrożenia i ochrona

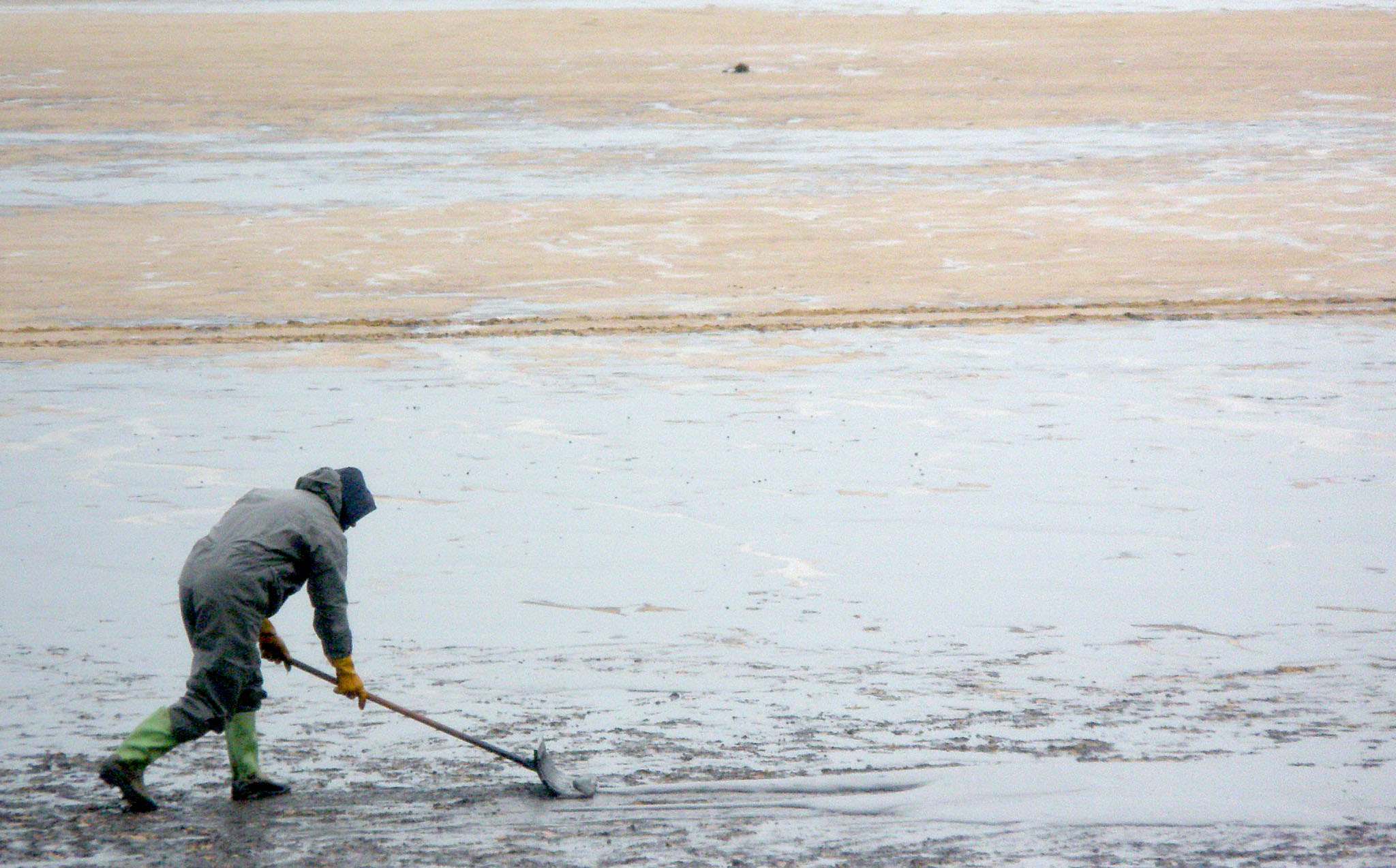
Plama ropy naftowej na równi pływowej pomiędzy Mohang i Hakampo (Korea, grudzień 2007). W likwidacji skutków tego stosunkowo niewielkiego wycieku (12 tys. m³) uczestniczyło ponad 0,5 mln osób oraz ponad 1000 statków i helikopterów.

Ponad 60% populacji ludzkiej żyje w odległości mniejszej niż 100 km od brzegu morza, dla przykładu, w USA gęstość zaludnienia w obszarach przybrzeżnych wynosiła w roku 1988 136 osób/km² - 4 razy więcej niż w pozostałej części kraju. Brzegi mórz i oceanów są poddawane coraz silniejszemu, bezpośredniemu i pośredniemu wpływowi ludności zamieszkującej w ich pobliżu. Zagrożenia z tym związane dotyczą:
- zajmowania obszarów strefy pływowej (równi, plaż, słonawych bagien, namorzynów) pod budownictwo mieszkaniowe, porty i przemysł, rolnictwo (np. poldery w Holandii) i hodowlę (np. namorzyny wycinane pod hodowle krewetek w Azji południowo-wschodniej)
- zanieczyszczenia wód zrzutami ścieków, zawierającymi substancje toksyczne (metale ciężkie, PCB, pestycydy fosforoorganiczne)
- eutrofizacji wód
- wycieków ropy naftowej (np. podczas wojny w Zatoce Perskiej do wód wyciekło ponad 800 tys. ton nieoczyszczonej ropy, do tego dochodzą coroczne wycieki na poziomie 0,25 mln baryłek, z tego odzyskano i unieszkodliwiono nie więcej niż 50% - ropa nie dość, że jest toksyczna dla organizmów, to jeszcze powoduje skażenie i zniszczenie siedlisk)
- inwazji gatunków obcych, np. okładniczki chińskiej (Potamocorbula amurensis), toksycznej zielenicy Caulerpa taxifolia, trawy morskiej Spartina alternifolia, które wypierają gatunki miejscowe wyjadając im pokarm, na drodze allelopatii lub w wyniku niszczenia siedlisk.

Jedną z form ochrony ekosystemów morskich, w tym i tych wchodzących w skład strefy pływowej, są rezerwaty morskie. W USA obejmują one ponad 460 tys. km² wód i w większości chronią rozmaite ekosystemy przybrzeżne (np. Narodowy Rezerwat Morski Zatoki Monterey, Narodowy Rezerwat Morski Channel Islands, Narodowy Rezerwat Morski Olympic Coast). Niektóre szczególnie cenne przyrodniczo obszary wodno-błotne, a taki charakter mają ekosystemy strefy pływów, są chronione w ramach konwecji ramsarskiej. W Europie w ramach dyrektywy siedliskowej wiele typów siedlisk strefy pływów (11, na 30 ogółem wymienionych typów siedlisk nadbrzeżnych i halofitycznych) zostało zaliczonych do siedlisk będących przedmiotem zainteresowania Wspólnoty Europejskiej, których ochrona wymaga wyznaczenia specjalnych obszarów ochrony siedlisk (SOO)Dyrektywa Rady Europy 92/43/EWG z dn. 21 maja 1992, W sprawie ochrony siedlisk przyrodniczych oraz dzikiej fauny i flory, „Dziennik Urzędowy Unii Europejskiej”, L, 22 lipca 1992, załącznik nr I..